# التحية الملكية (نشيد)

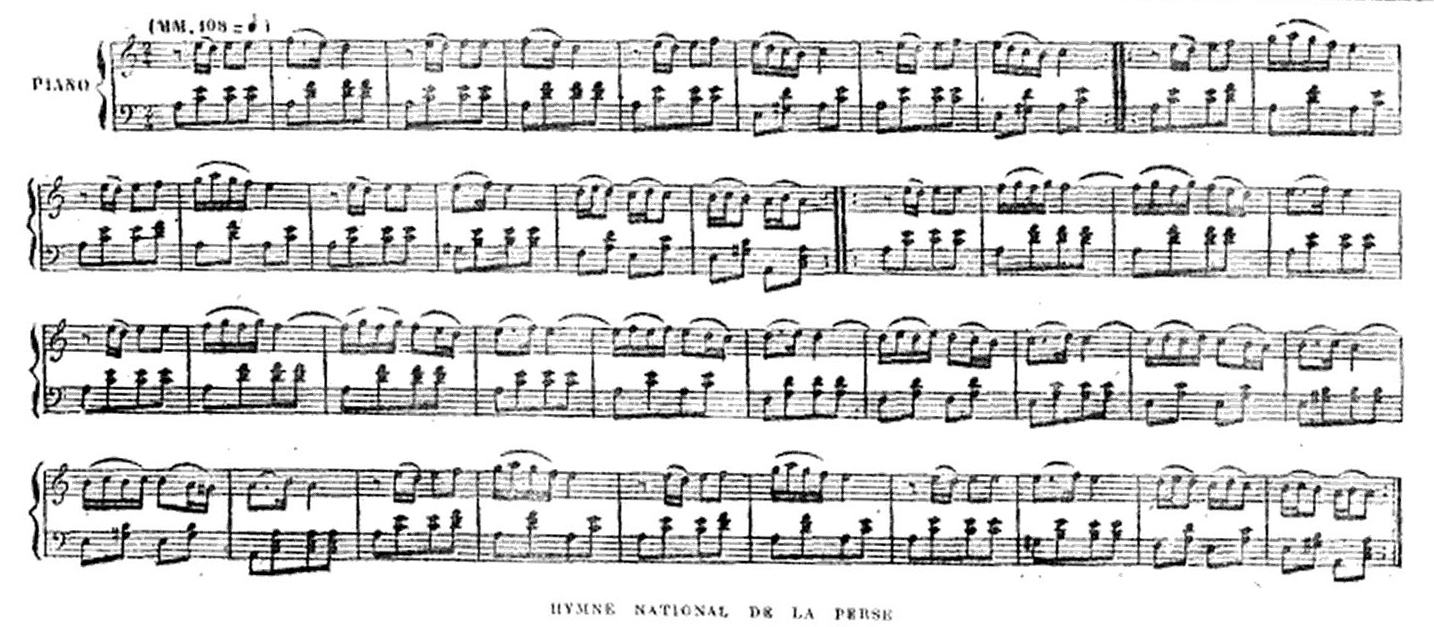
تخفيض البيانو.

التحية الملكية (بالفارسية: سلام شاه) أيضًا صحة الشاه (بالفارسية: سلامتی شاه) كان النشيد الملكي والوطني لبلاد فارس (إيران) بين عامي 1873 و1909. قام ألفرد جان بابتيست لومير بتأليف النشيد عام 1873 بأمر من ناصر الدين شاه. لم يكن بها كلمات، عزفت «سلام الشاه» في الاحتفالات الرسمية في عهد ناصر الدين شاه ومظفر الدين شاه ومحمد علي شاه. كما تم عزفها كنشيد وطني فارسي خلال جولات ناصر الدين شاه ومظفر الدين شاه في أوروبا.
في عام 1909 بعد سقوط محمد علي شاه، أُلغي النشيد الوطني، وبعد تتويج ابنه وخليفته أحمد شاه في عام 1914، تم تبني تحية دولة فارس العظيمة نشيد وطني فارسي.

## إصدار أحدث من أوركسترا مِلَل (إيران جَوان)
قام الملحن الإيراني «سياوَش بيضايي» بترتيب هذا النشيد وتنسيقه. فقط الأجزاء الرئيسية من هذه الترنيمة مشتقة من النسخة الأصلية. هناك أيضًا بعض التصحيحات التوافقية والشكلية في هذه القطعة. المقدمة والجزء الأوسط والجزء الختامي من تأليف سياوش بيضايي أيضًا. بعد الشعبية الكبيرة لهذا النشيد الوطني، تم إساءة استخدامه بشكل متزايد من قبل الإذاعة والتلفزيون الإيرانية الرسمية والحكومة دون أي إذن من المشارك سياوش بيضايي.
طلب بيمان سلطاني، زعيم أوركسترا مِلَل في إيران، بيجَن ترقي أن يكتب قصيدة غنائية للنشيد الوطني القديم. تم عزف هذه النسخة الجديدة من النشيد في أكتوبر 2005 بواسطة أوركسترا مِلَل الإيرانية. مطرب هذا الإصدار هو سالار عقيلي.
«إيران جوان» تعني «إيران الشباب» بالعربية. يُعرف أيضًا باسم «وَطَنَم» والتي تعني «وطني».